# Vorsicht Falle!
Vorsicht, Falle! war eine 1964 von Eduard Zimmermann ins Leben gerufene Sendung des ZDF, in der vor Methoden der Trickbetrüger gewarnt wurde. Sie wurde zu einer insgesamt 37 Jahre lang laufenden Fernsehserie. Die erste Sendung wurde am 24. März 1964 ausgestrahlt und erreichte über 7 Millionen Zuschauer, was einem Anteil von etwa 60 % entsprach. Nach dem vorläufigen Ende von Vorsicht Falle! im Jahr 2001 erfolgte 2018 eine Neuauflage der Sendung. Die bislang letzte Folge der Sendung wurde am 30. Januar 2021 ausgestrahlt. Seitdem gab es keine Folgen mehr.

## Format
In der Sendung mit dem Untertitel Nepper, Schlepper, Bauernfänger (zeitweise mit dem Zusatz: Die Kriminalpolizei warnt) warnte Zimmermann vor zahlreichen im Alltag und bei Geschäften an der Haustür begangenen Betrügereien. Meist wurden dabei kurze Episoden nachgespielt und eine Off-Stimme kommentierte das Geschehen. Nach den Filmen gab Zimmermann meist noch zusätzliche Ratschläge für die Zuschauer, wie diese sich gegen den gezeigten Betrug schützen konnten, mitunter wurden auch Adressen (von Vereinen oder Berufsverbänden) eingeblendet, über die die Zuschauer weitere Informationen oder eine Beratung anfordern konnten. Gelegentlich wurden kurze Vorträge von Experten mit Bezug zum nachgestellten Betrugstrick gezeigt.
Anders als bei der später gleichfalls von Zimmermann moderierten Sendung Aktenzeichen XY … ungelöst war das Ziel ausschließlich die Warnung der Zuschauer, nicht die Aufklärung konkreter Verbrechen oder die Ergreifung von Tätern; lediglich in den ersten Jahren, bis zur Einführung von Aktenzeichen XY ungelöst, wurden gelegentlich Fahndungen nach bestimmten Personen ausgestrahlt. Ansonsten änderte man die Namen von Firmen oder Personen in den Filmrekonstruktionen meist ab. In den späten Sendungen, ab ca. 1998, wurde vor dem ersten Film ausdrücklich darauf hingewiesen, dass man mit den vorgestellten Betrügereien nicht etwa ganze Branchen und Berufsgruppen in Verruf bringen wolle, sondern dass nur vor schwarzen Schafen gewarnt werden sollte.
Bei der Auswahl der Betrugsfälle versuchte man sich an aktuellen Gegebenheiten zu orientieren, um die Zuschauer möglichst schnell warnen zu können: So wurden in den Sommermonaten häufig Betrügereien im Zusammenhang mit Urlaubsreisen vorgestellt, in der Vorweihnachtszeit die Tätigkeit unehrlicher Spendensammler. Auch politische Veränderungen schlugen sich nieder, indem etwa zur Zeit des Kalten Krieges auch vor Geheimdiensten gewarnt wurde, nach dem Fall der Berliner Mauer dagegen wurden vermehrt Betrügereien gezeigt, welche die wirtschaftliche Unerfahrenheit der DDR-Bürger ausnutzten. Im Laufe der Jahre wurden manche Betrugstricks mehrfach vorgestellt, etwa unseriöse Umschuldungen, Betrug mit Heimarbeit.
Bereits in den ersten Jahren der Ausstrahlung hatte man mit versteckter Kamera gefilmte Betrugsversuche durchgeführt, bei denen ein tatsächlich vorgekommener Betrugstrick von Schauspielern an nicht darüber informierten „Opfern“ ausprobiert wurde, selbstverständlich mit anschließender Aufklärung und Rückgabe der erschwindelten Geldbeträge; wegen der seinerzeit noch recht sperrigen TV-Technik war die Arbeit mit versteckter Kamera und verstecktem Mikrofon schwierig. Damals spielte Eduard Zimmermann auch selbst den Betrüger, was bald wegen seiner allgemeinen Bekanntheit nicht mehr möglich war – die „Opfer“ begannen zu lachen und ihn mit seinem Namen anzusprechen, daher übernahm Peter Hohl, später Studioleiter bei Aktenzeichen XY, diese Rolle. Ab ca. 1971 bestand der letzte Beitrag der 45-minütigen Sendung dann regelmäßig aus einem solchen vom ZDF durchgeführten Betrugsversuch (seit Ende der 1970er Jahre meist mit Bernd Schröder als Lockvogel), bei dem mit versteckter Kamera Leute auf ihre Leichtgläubigkeit getestet wurden.
Zwischen den einzelnen Filmen wurden seit 1983 auch sogenannte aktuelle Kurzwarnungen von Zimmermann vorgetragen, meist Meldungen der Polizei über neu aufgetretene Tricks, manchmal aber auch Briefe, in denen Zuschauer schilderten, wie sie hereingelegt wurden.
Die Sendung wechselte mehrmals den Sendeplatz, auch die Länge wurde verändert. Insgesamt wurden in über 33 Jahren, vom 24. März 1964 bis zum 3. Dezember 1997, 161 Folgen mit Eduard Zimmermann ausgestrahlt.
Ab 4. März 1998 moderierte Zimmermanns Tochter Sabine Zimmermann die Sendung weitere zwanzig Folgen lang. Die vorerst letzte Ausgabe unter dem Titel Vorsicht Falle! wurde am 6. März 2001 ausgestrahlt.
Als Nachfolgesendung konzipierte das ZDF dann von 2004/2005 an ein Servicemagazin mit Rudi Cerne unter dem Titel XY … Sicherheitscheck.
Im Oktober 2016 zeigte das ZDF unter dem Titel „Vorsicht Betrug!“ ein Aktenzeichen-XY-Spezial, in welchem sich Moderator Rudi Cerne erstmals ganze 90 Minuten lang im Abendprogramm ausschließlich der Betrugsprävention widmete und damit das Anliegen von Vorsicht Falle! noch einmal aufgriff.
Ab dem 3. November 2018 war Vorsicht, Falle! wieder als eigenständige Sendung mit Rudi Cerne als Moderator im ZDF-Programm zu sehen. Zunächst wurden drei Ausgaben (jeweils Samstag, 15:15 Uhr) gezeigt. Im Frühjahr 2019 folgten drei weitere Ausgaben. Auf den ehemaligen Untertitel „Nepper, Schlepper, Bauernfänger“ wurde verzichtet. Um den Bezug zur Zimmermann-Ära aufrechtzuerhalten, wurde jeweils am Ende der Sendung in der Rubrik „Früher war alles besser?“ ein alter Beitrag erneut gezeigt.
Am 30. Januar 2021 wurde die bislang letzte Folge ausgestrahlt, die Produktionsfirma teilt auf ihrer Website mit, dass derzeit (Mai 2022) keine neuen Folgen geplant seien.

## Reaktionen
Dass die Fernsehserie zu erhöhter Vorsicht gegenüber möglichen Betrügern an der Wohnungstür beitrug, kann aus den Reaktionen im Forum der Sendung geschlossen werden. Doch wurde auch kritisiert, sie könne potenziellen Trickbetrügern eine Art Nachhilfeunterricht geben; dies habe sich gezeigt, als eine alte Folge im Fernsehen wiederholt wurde und ein darin gezeigter, längst „ausgestorbener“ Betrugstrick plötzlich wieder auftrat. Viele alte Betrugstricks sind allerdings durch geänderte Geschäftspraktiken und Lebensgewohnheiten heute gar nicht mehr möglich (z. B. Heiratsschwindel). Umgekehrt wurde aber ebenfalls befürchtet, die Sendung könne auch seriöse Firmen, ganze Branchen und Unternehmensformen oder Hausierer in Verruf bringen.

## Darsteller
Wie bei der Sendung Aktenzeichen XY … ungelöst werden die Darsteller der Täter und Opfer nicht genannt, aber auch von bekannteren Schauspielern gespielt:
| - Karl-Heinz Hess - Eva Maria Bauer - Eva Zlonitzky - Anne Stegmann | - Joachim Wolff - Martina Schütze - Patricia Lueger - Sven Koller | - Wolfgang Grönebaum - Barbie Millowitsch-Steinhaus - Wolfgang Klein - Rolf Idler - Gerd Ekken Gerdes |

## Trivia
Auslöser für die Entwicklung des Formats war ein Betrug, dem Zimmermann selbst zum Opfer gefallen war. Einem von ihm gekauften Fertighaus fehlte nach der Aufstellung das Dach; der Inhaber der zuständigen Firma erklärte, dass von diesem nichts im Kaufvertrag gestanden habe und es 50.000 DM zusätzlich koste.

## Auszeichnungen
- 1966: Goldene Kamera
- 1967: Adolf-Grimme-Preis